# Sepp Dietrich
Josef "Sepp" Dietrich (Hawangen, 28 de maio de 1892 — Ludwigsburgo, 21 de Abril de 1966) foi um político e militar alemão, um dos mais antigos companheiros de Adolf Hitler na luta pelo poder nas décadas de 1920 e 1930 e comandante da Waffen-SS durante a Segunda Guerra Mundial.
Entrou para o NSDAP em 1928 e foi eleito como deputado para o Reichstag da República de Weimar em 1930. Antes de 1929, Dietrich foi motorista e guarda-costas de Adolf Hitler.
Apesar de não ter formação formal de oficial, Dietrich era, juntamente com Paul Hausser, o oficial mais graduado da Waffen-SS, o ramo militar da SS. Alcançando a patente de Oberst-Gruppenführer, ele comandou unidades até ao nível do exército durante a Segunda Guerra Mundial. Como oficial comandante do 6º Exército Panzer durante a Batalha do Bulge, Dietrich foi responsável pelo Massacre de Malmedy, o assassinato de prisioneiros de guerra norte-americanos em Dezembro de 1944.
Após a guerra, Dietrich foi condenado por crimes de guerra no julgamento do caso de Malmedy, conduzido pelo tribunal militar dos EUA, e mais tarde na Alemanha Ocidental, pelo seu envolvimento na Noite das Facas Longas. Após a sua libertação da prisão norte-americana, tornou-se ativo no HIAG, um grupo de pressão criado por antigos membros superiores da Waffen-SS.

## Inícios
Josef "Sepp" Dietrich nasceu a 28 de Maio de 1892 em Hawangen, perto de Memmingen, no Reino da Baviera, Império Alemão numa pobre família camponesa. Foi empregado em hotéis e casas públicas, depois aprendiz de talhante em Munique. Dietrich juntou-se ao Exército Imperial em 1911 e foi sargento durante a I Guerra Mundial. Após a guerra, juntou-se ao Freikorps Oberland, uma organizaçao paramilitar, e foi um dos primeiros membros do partido nazi, o NSDAP. Participou no Putsch da Cervejaria de Munique, chamando a atenção de Hitler, e em 1928 foi nomeado Comandante do corpo de guarda-costas do líder. 
Em 1930, Dietrich foi eleito delegado do Reichstag para a Baixa Baviera. Em 1931 tornou-se SS-Gruppenführer . Quando o Partido Nazi tomou o poder em 1933, ele subiu rapidamente através da hierarquia. Tornou-se o comandante da Leibstandarte SS Adolf Hitler (LSSAH) e membro do Conselho Estatal Prussiano. 
No Verão de 1934, Dietrich desempenhou um papel fundamental na Noite das Facas Longas. Hitler, juntamente com Dietrich e uma unidade da Leibstandarte, viajou para Bad Wiessee para supervisionar pessoalmente a prisão de Ernst Röhm a 30 de Junho. Nessa tarde, Dietrich recebeu ordens de Hitler para que a Leibstandarte formasse um "esquadrão de execução" e fosse para a prisão de Stadelheim onde estavam detidos certos líderes da Sturmabteilung (SA). No pátio da prisão, o pelotão de fuzilamento da Leibstandarte matou cinco generais e um coronel das SA. Outros membros das SA identificados pelo regime como traidores foram baleados em Berlim por uma unidade da Leibstandarte depois de Hitler lhe ter dito para levar seis homens e ir ao Ministério da Justiça executar certos líderes das SA. Pouco tempo depois, Dietrich foi promovido a SS-Obergruppenführer.
Em Março de 1938, a Leibstandarte esteve já presente na tranquila anexação da Áustria, ainda sob o comando de Heinz Guderian, retornando a Berlim após três semanas. No início de Outubro, o XVI Corpo Panzer de Guderian, com a Leibstandarte ainda sob o seu comando, ocupou pacificamente a Região dos Sudetas. Seis meses mais tarde, a Leibstandarte também participou nas ocupações da Morávia e da Boémia, que assinalaram o desmembramento final da Checoslováquia. 

## Atividades na Segunda Guerra Mundial
Após o início da Segunda Guerra Mundial na Europa, Dietrich liderou a Leibstandarte durante o avanço alemão na Polónia, e as suas tropas tinham por costume deixar atrás de si as aldeias incendiadas.  A invasão da Polónia em 1 de Setembro de 1939 colocou uma população inteira polaca — judeus e não judeus — sob o domínio das forças nazis e soviéticas , e foi um marco impressionante dos inícios do Holocausto, o chamado "holocausto a tiro" na Polónia. Diariamente havia execuções em massa de polacos, e preferencialmente judeus. O objectivo declarado da invasão era o extermínio total dos polacos e a destruição do país, que seria depois dividido a meias com o outro sistema totalitário, o de Estaline.  A Leibstandarte SS Adolf Hitler rapidamente granjeou reputação de grande bravura em combate (acompanhada de elevado número de mortos) mas também de selvajaria e crime.  Dietrich comentou mais tarde: "A ordem do Führer era matar sem piedade a raça polaca inteira. Nós éramos os homens do Führer. Tínhamos as nossas ordens. Fomos adiante".
Após a invasão (10 de Maio de 1940) e submissão da Holanda (a 15) , a Leibstandarte rumou à Bélgica, o próximo alvo, e depois mudou-se para o sul, para a França, em 24 de Maio de 1940. Eles assumiram uma posição 15 milhas a sudoeste de Dunquerque ao longo da linha do Canal Aa, de frente para a linha defensiva aliada perto de Watten. Naquela noite, o OKW (Oberkommando der Wehrmacht) ordenou que o avanço parasse, com a Força Expedicionária Britânica cercada.   O Leibstandarte fez uma pausa durante a noite.   No entanto, no dia seguinte, desafiando as ordens de Hitler, Dietrich ordenou que seu III Batalhão cruzasse o canal e tomasse os montes além, onde os observadores da artilharia britânica estavam colocando o regimento em risco.   Assaltaram os montes e expulsaram os observadores.   Em vez de ser censurado por seu ato de desafio, Dietrich foi condecorado com a Cruz de Cavaleiro da Cruz de Ferro . Durante esta campanha, membros do 2º Batalhão Leibstandarte foram responsáveis pelo assassinato de 80 prisioneiros de guerra britânicos e franceses, no que ficou conhecido como o Massacre de Wormhoudt . 
Em Janeiro de 1942, a 1ª Divisão SS recebeu ordens para voltar à Alemanha. Hitler encheu de elogios Dietrich e sua divisão em 12 de janeiro, data em que se comemorava o aniversário de Hermann Göring. Hitler disse : “O papel de Sepp Dietrich é único. Eu sempre lhe dei oportunidade de intervir em situações críticas. Ele é um homem que é simultaneamente astucioso, enérgico e brutal. (...) Dietrich é um carácter sério, consciente, e escrupuloso. (...) Para o povo alemão, Sepp Dietrich é uma instituição nacional." 
No dia 1 de Junho de 1942, Dietrich foi promovido a General SS (Obergruppenführer). Sua divisão passa a condição de tropa blindada, sendo redesignada 1ª Divisão Panzer SS. No mês de Julho volta para a Rússia como força integrante do Grupo de Exércitos Centro. Hitler tratava a 1ª Divisão Panzer SS como sua força tarefa especial, pronta para honrar o nome do Führer em qualquer teatro de operações em que fosse empregue.[carece de fontes?]
Dietrich permaneceu no comando da Leibstandarte durante as campanhas na Grécia e Jugoslávia antes de ser promovido ao comando do 1º Corpo Panzer SS, ligado ao Grupo de Exércitos do Centro, na Frente Oriental. Em 1943, foi enviado para Itália para resgatar a amante de Benito Mussolini, Clara Petacci.
Durante sua estadia na Rússia, as tropas de Dietrich participaram de inúmeros combates, sendo que em Kharkov, Kursk e Kiev sofreram baixas terríveis. 
Transferido com sua unidade para a frente ocidental depois do Dia D, assim como as demais formações alemãs não obteve êxito em deter os exércitos aliados na Normandia.[carece de fontes?]
Em outubro de 1944, Dietrich foi elevado ao comando do 6º Exército Panzer SS. Seu exército atuou como força de choque na Ofensiva das Ardenas em dezembro de 1944. O 6º Exército Panzer SS era formado por catorze divisões, todas das Waffen-SS. Seu principal objetivo era seguir pelas Ardenas, tomar a cidade rodoferroviária de Malmedy, cruzar as pontes sobre o rio Mosa e capturar o porto de Antuérpia, vital para o reabastecimento das tropas aliadas.[carece de fontes?]
Para alcançar tais objetivos, o 6º precisou empregar grande velocidade. Como ponta de lança foram organizadas duas colunas; uma seguiria pelo flanco esquerdo, liderada pela 1ª Divisão Panzer SS (Leibstandarte), seguida pelas 16ª e 17ª Divisões Panzergranadeiras SS. Na coluna da direita encontrava-se o 2º Grupo Panzer de Bittrich, que concentrava a maior parte das divisões blindadas. Sua missão era dar proteção de flanco contra possíveis ataques do 1º ou do 9º exército americanos.[carece de fontes?]
Dietrich comandou o 1º Corpo de Panzer SS na Batalha da Normandia e subiu ao comando do 5º Exército Panzer durante as últimas fases desta campanha. Hitler deu-lhe o comando do recém-criado 6º Exército Panzer. Dietrich liderou-o na Batalha do Bulge (Dezembro de 1944 - Janeiro de 1945). Tinha sido nomeado para essa tarefa porque, devido ao atentado de 20 de Julho de 1944, Hitler desconfiava dos oficiais da Wehrmacht. A 17 de Dezembro, o Kampfgruppe Peiper - uma unidade das SS sob o seu comando geral - assassinou 84 prisioneiros de guerra americanos perto de Malmedy, Bélgica, no que é conhecido como o massacre de Malmedy.
Em março de 1945, o 6º Exército Panzer de Dietrich e a Leibstandarte SS Adolf Hitler lideraram a Operação Despertar da Primavera , uma ofensiva na Hungria perto do Lago Balaton com o objetivo de garantir as últimas reservas de petróleo ainda disponíveis para a Alemanha. Apesar dos ganhos iniciais, a ofensiva foi demasiado ambiciosa e falhou. Após esse fracasso, o 6º Exército Panzer SS e a Leibstandarte SS Adolf Hitler retiraram-se para a área de Viena. Como sinal de vergonha, as unidades Waffen-SS envolvidas na batalha foram ordenadas por Hitler a retirar as suas braçadeiras de campanha, mas Dietrich não transmitiu a ordem às suas tropas. Pouco depois, as tropas de Dietrich foram forçadas a retirar-se de Viena pelas forças do Exército Vermelho Soviético.
Dietrich, acompanhado pela sua esposa, rendeu-se a 9 de Maio de 1945 à 36ª Divisão de Infantaria dos EUA na Áustria.

## Condenação por crimes de guerra
Dietrich foi julgado pelo Tribunal Militar dos EUA em Dachau de 16 de Maio de 1946 a 16 de Julho de 1946. Nesse dia foi condenado à prisão perpétua no julgamento do massacre de Malmedy por seu envolvimento na execução de prisioneiros de guerra dos EUA. Devido ao testemunho em sua defesa por outros oficiais alemães, sua sentença foi encurtada para 25 anos. Encerrado na prisão de Landsberg, na Baviera, Dietrich serviu apenas dez anos e saiu em liberdade condicional em 22 de outubro de 1955.
Ele foi preso novamente em Ludwigsburg em Agosto de 1956. Ele foi julgado de 6 a 14 de maio de 1957 por seu papel no assassinato dos líderes das SA durante a Noite das Facas Longas em 1934. Foi condenado a 18 meses por sua participação nesse expurgo.   Dietrich retornou à prisão de Landsberg, mas foi libertado devido a problemas de saúde em 2 de fevereiro de 1958.

## Morte
Joseph "Sepp" Dietrich morreu de ataque cardíaco em Ludwigsburgo, na época Alemanha Ocidental, na madrugada de 22 de abril de 1966, aos 73 anos de idade.